# Blockhüttenkirche St. Jeremias
Die Friedhofskapelle St. Jeremias (serbisch Црква брвнара Светог Јеремије Crkva brvnara Svetog Jeremije, albanisch Kisha varrezore e Shën Jeremisë) ist eine serbisch-orthodoxe Kapelle aus Holz im Dorf Gorazhdec/Goraždevac im Kosovo. Sie steht auf dem Friedhof am östlichen Rand des Dorfes, das sich rund sechs Kilometer südöstlich von Peja befindet. Die Anfang des 17. Jahrhunderts erbaute Kapelle zählt zu den ältesten erhaltenen Holzkirchen des Balkans.
Sie ist seit 1958 als Kulturdenkmal geschützt und gehört zum Kulturerbe des Kosovos.

## Geschichte
Die Holzkapelle ist der älteste Sakralbau dieser Art in Serbien und Kosovo. Die königliche Tür der Ikonostase wurde auf Ende des 16.  oder Anfang des 17. Jahrhunderts datiert. Örtlichen Überlieferungen zufolge wurde sie von den so genannten „Srbljaci“ erbaut, einem serbischen Stamm, der sich um 1737/38 vom Oberlauf des Flusses Lim kommend in Metochien niedergelassen hatten.
1926 wurde unweit eine neue Kirche erbaut, in der heute einige Kultgegenstände aus der Kapelle aufbewahrt werden.
Im Dorf Gorazhdec/Goraždevac sind Serben noch heute die größte Bevölkerungsgruppe.

## Architektur
Die Kapelle ist klein und von einem sehr einfachen Bau. Sie wurde aus Eichenholz errichtet, ist acht Meter lang und 3,7 Meter breit. An das Kirchenschiff schließt sich über die ganze Breite eine Apsis mit zwei Wänden an. Das tiefe Dach ist mit schweren Steinplatten bedeckt.
Das Innere teilt sich in drei Bereiche: der Narthex, das Schiff und die Apsis, in dem sich der Altar befindet. Der Boden besteht aus unregelmäßigen Steinplatten, die Decke aus Holzlatten.
Restaurierungsarbeiten wurden im Jahr 1968 ausgeführt.